# Philippe Verhulst
Philippe-Bernard Verhulst (Brugge, 2 februari 1777 - 24 mei 1858), ook vermeld als Verhulst-Van de Poele, was een Belgisch ambtenaar, politicus en mecenas in Brugge.

## Familie
Uit Frans-Vlaanderen naar Brugge gekomen, trouwde Dominicus Verhulst er met Johanna Mulier. Een van hun kinderen was Karel Verhulst (Brugge, 1736-1807), licentiaat in de rechten, en advocaat. Hij trouwde in 1760 met Ferdinandine Breydel (Brugge, 1739-1803). Ze kregen tien kinderen, zes meisjes en vier jongens, van wie de meesten vroeg stierven. Hij was vrijlaat, maar in juni 1763 werd hij poorter van Brugge en werd benoemd tot griffier van de stad.
Philippe-Bernard Verhulst was de jongste. Hij trouwde in 1812 met Anne D'Herbe (Brugge, 1773-1815), die de dochter was van Pierre D'Herbe en Thérèse Archdeacon. D'Herbe was schepen van het Proosse, heer van Pathoucke, burgemeester van Male en laatste schepen van de heerlijkheid Viven. Hij werd tijdens de tweede Franse overheersing in oktober 1794 in Brussel terechtgesteld, nadat hij ter dood was veroordeeld op beschuldiging Franse antirevolutionairen te hebben geholpen. Van zijn vroeg overleden echtgenote, erfde Verhulst het patriciërshuis D'Herbe in de Oude Burg, dat hij en na hem zijn dochters bewoonden tot in het begin van de twintigste eeuw. Het ging om de statige woning gebouwd door de familie De Baenst, nadien eigendom van de heren van Watervliet en van de familie de la Coste.
Op 18 oktober 1820 hertrouwde Philippe in Gent met Marie-Agnès van de Poele (1787-1848), dochter van rechter Jeroom Van de Poele. Ze kregen twee dochters, Coralie (1821-1876) en Elisabeth (1823-1903).

## Levensloop
Ondanks de revoluties slaagden Karel en Philippe Verhulst er in hun aanzienlijk patrimonium te vrijwaren. Een groot deel van de activiteiten van Philippe bestond er in zijn eigendommen te beheren.
Op 9 mei 1801 werd Verhulst, samen met de revolutionair François Goudeseune, door prefect Justin de Viry aangesteld om zorg te dragen voor alle verspreide documenten die in de officiële archieven dienden terecht te komen. Op 21 maart 1802 publiceerden ze het verslag van hun activiteiten, met een overzicht van de verschillende bijeengebrachte archieffondsen. Rijksarchivaris Pius Xavier De Coene (zie literatuur hieronder) schreef: Beide personen waren actief en bekwaam. Het is aan hen dat de provincie West-Vlaanderen het behoud dankt van alle documenten die ze in haar bezit heeft. Hun activiteit was ongelooflijk en op korte tijd brachten ze in het algemeen provinciaal depot een massa documenten bijeen die doorheen het departement verspreid lagen.
Op 27 april 1803 werd hij benoemd tot ontvanger van directe belastingen in Eernegem.
Op 10 augustus 1811 werd Verhulst benoemd tot ontvanger van de Brugse Commissie van Weldadigheid, in opvolging van Bernard Van Severen (1761-1837). Hij vervulde dit ambt tot aan zijn ontslag in 1835, toen hij, ondertussen gemeenteraadslid geworden, tot schepen van de stad werd verkozen. Hij werd als ontvanger opgevolgd door August Colens. Als schepen bekleedde hij onmiddellijk het ambt van ambtenaar van de burgerlijke stand en bleef beide ambten behouden tot in 1854.
Op 9 juli 1829 behoorde hij tot het honderdtal notabelen dat zich verenigde tijdens een 'Constitutioneel Banket', een eerste teken van ongenoegen in Brugge tegenover koning Willem, die nochtans de maand voordien zeer hartelijk in de stad was ontvangen.
Hij was lid van de kerkfabriek van de Onze-Lieve-Vrouwekerk vanaf 1803 en bleef dit tot aan zijn dood. Hij was een van de belangrijke mecenassen van deze kerk. Hij was ongetwijfeld aanwezig toen Napoleon I en Marie-Louise in 1810 de praalgraven van Maria van Bourgondië en Karel de Stoute kwamen bezoeken. Enkele jaren later werd Verhulst voorzitter van deze kerkfabriek. 
Hij was ook lid van het bestuur van de Brugse Koninklijke Academie voor schilder-, beeldhouw- en tekenkunst, en was er penningmeester.
In 1837 werd hij lid van de Edele Confrérie van het Heilig Bloed, als een van de weinige niet-edelen van dit gezelschap. In 1851 werd hij proost van de confrérie.

## Vivenkapelle
Verhulst bezat een zomerverblijf in Moerkerke, waar ook een hoeve bij hoorde.
In juni 1827 verwierf hij in openbare verkoop de oude kapel en de omliggende gronden van het bedevaartsoord van Vivenkapelle. In de Franse tijd was deze eigendom als 'zwart goed' aangekocht door de kapelmeester Jacob Vlaemynck, die het heiligdom als schuur gebruikte.
Op kosten van Verhulst werd de zwaar beschadigde kapel hersteld en als bidplaats heropend. Het vroeger daar vereerde Mariabeeld (1650), dat bewaard werd door de buurman Pieter Verlinde, werd aan de kapel teruggeschonken. Het is echter pas in september 1855 dat hij de inwijding van de kapel bekwam (bisschop Jean-Baptiste Malou kwam zelf de inwijding verrichten) en dat er voortaan enkele keren per jaar mis mocht worden gelezen. In februari 1858 bekwam hij dat een bedienaar van de eredienst er een vaste standplaats kreeg, zodat de kapel als centrum van een parochie kon fungeren. Priester Augustijn Van Becelaere (1820-1909) werd benoemd en kon er op paasdag 4 april 1858, in het bijzijn van Verhulst en enkele weken voor diens dood, een plechtige mis opdragen.
De verdere uitbouw van het neogotische complex van Viven (parochiekerk met incorporatie van de oorspronkelijke kapel, pastorie, jongens- en meisjesschool, zuster- en broederklooster), opgetrokken volgens ontwerp van baron Jean-Baptiste Bethune, vond plaats na 1858, onder impuls en met de aanzienlijke financies van de dochters Coralie en Elisabeth Verhulst en van Ernest van Huele, de man van Coralie. De parochiekerk kreeg, als patroon, naast Onze-Lieve-Vrouw, ook de heilige apostel Philippus.

## Guido Gezelle en Philippe Verhulst
Op 31 mei 1855 vroeg P. J. Tanghe (1807-1863), pastoor-deken van de Onze-Lieve-Vrouwekerk aan de jonge priester-leraar Guido Gezelle of hij een huldedicht kon schrijven gewijd aan Philippe Verhulst.
Een maand later leverde Gezelle een indrukwekkend gedicht van 240 regels af, onder de titel Philip Verhulstens' eergedicht. Zonder ooit diens naam in het gedicht te vermelden, verheerlijkte de dichter de inspanningen die Verhulst had geleverd voor de bescherming en nadien voor het herstel van de Onze-Lieve-Vrouwekerk. Gezelle publiceerde het gedicht in 1880 in Liederen, eerdichten et reliqua.

## Voetnota
1. ↑   1.'Caerte figurative van een notable Speelgoet, hofstede, landen, bosschen en dreven', ligging te Damme-Vivenkapelle aan de Moerkerkestwg van oost tot zuid van het Kerkdorp (1806). 2. 'Caerte figurative van eene behuijsde hofstede ... onder de waterijge van Moerkerke Noort over de Lieve' (1783). 3. 'Caerte figurative van d'hofstede en de landen daermede gaende', gelegen in Damme en palend aan de Oude Sluissedijk tussen Hoge Brug en Hulsterlo (1782). 4. 'Caerte figurative ... van een Huys van Plaisance ende hofstede mette landen ...gelegen binnen de heerlyckhede ende prochie van Vyfve' (1793). 5. 'Plan géométrique des propriétés de Mr Verhulst situées dans la commune de Ste Croix' zonder datum (begin 19de eeuw). Verkocht op Veiling Van de Wiele, Brugge, 5/6 Oktober 2018.
2. ↑  Guido Gezelle. Eergedicht ter blijde geheugenis van de vijftigjarige jubelfeeste gevierd te Brugge den 25 Juni 1855 door den weledelen heer Philippe Verhulst (...), plaket, Brugge, De Schijver-Van Haecke, juni 1855.